# IG Bauen-Agrar-Umwelt
Industriegewerkschaft Bauen-Agrar-Umwelt (skrót IG BAU; pol. Przemysłowy Związek Zawodowy Budownictwo-Rolnictwo-Środowisko) – niemiecki związek zawodowy powstały 1 stycznia 1998 z połączenia IG Bau-Steine-Erden oraz Gewerkschaft Gartenbau, Land- und Forstwirtschaft. Siedziba mieści się we Frankfurcie n. Menem.
IG BAU należy jako jedna z ośmiu organizacji do DGB.
Według statutu IG BAU reprezentuje pracowników następujących branż i działów administracji: budownictwa, produkcji budowlanej, unieszkodliwiania odpadów i recyklingu, rolnictwa i gospodarki leśnej, zarządzania nieruchomościami oraz ochrony środowiska.
W roku 2003 związek miał ok. 400 tys. członków. Pierwszym przewodniczącym związku od początku jego istnienia do 2013 był Klaus Wiesehügel. Od 2013 przewodniczącym jest Robert Feiger.